# TWO
|  | Denne artikel er oprettet af botten Steenthbot ud fra en ekstern database. Den kan derfor have sproglige fejl eller mangler. Denne skabelon kan fjernes efter kontrol af indholdet. |

TWO er en dansk kortfilm fra 2014 instrueret af Dylan Cawthorne efter eget manuskript.

## Handling
Mason har endelig samlet mod til at fri til sin kæreste Sophie. Han har fundet den perfekte ring og det perfekte sted. Nu mangler han kun sin fars velsignelse. Men på dagen for frieriet bliver Masons verden vendt på hovedet.